# Fungo coprófilo
O termo fungo coprófilo é artificial e sem valor taxonômico e refere-se àqueles fungos ecologicamente especializados em crescer e desenvolverem parte do seu ciclo de vida sobre excrementos de uma ampla diversidade de animais (herbívoros, onívoros ou carnívoros). Existem fungos coprófilos cujo crescimento é restrito ao substrato fecal (se desenvolvem exclusivamente sobre excrementos), sendo denominados de fungos coprófilos stricto sensu. Outros, denominados de fimícolas, são aqueles que podem crescer tanto sobre fezes quanto sobre outros tipos de substrato.
Os esporos de fungos coprófilos têm características que servem de proteção contra a ação das enzimas digestivas de herbívoros e a maioria são escuros, para proteção de raios ultravioleta enquanto são consumidos por herbívoros. Porém, alguns esporos são ativados pelo trato digestório, portanto precisam passar por ele para germinarem. São cobertos por mucilagem, o que faz com que o esporo grude na vegetação ou no excremento com facilidade.

## Estrutura
Estes fungos possuem diversas adaptações que os permitem germinar, crescer e se reproduzir em excrementos de herbívoros, tais como: parede do esporo espessada, esporo com capa ou apêndices gelatinosos, descarga ativa dos esporos, fototropismo positivo, dentre outras. 
Em seu ciclo de vida, os esporos são ingeridos pelos herbívoros por estarem aderidos a material vegetal. Passam então pelo tubo digestivo do animal, sem perder a viabilidade. Os esporos são eliminados juntamente com o excremento depositado, e podem germinar em novos micélios. Alguns fungos cujos esporos não passaram pelo aparelho digestório do animal, podendo ser dispersos pelo vento, por insetos ou outros animais que carregam esporos em si, também podem se desenvolver nos excrementos.
A sucessão de aparecimento de fungos no excremento pode variar, mas Webster (1972) propôs a seguinte ordem nutricional:
- Zigomicetos: degradam nutrientes mais solúveis, como açúcares livres, proteínas e amido, portanto aparecem antes que bactéria possam se alimentar destes nutrientes.
- Ascomicetos: degradam celulose das gramíneas não digeridas pelo herbívoro.
- Basidiomicetos: degradam lenhina.

Existe uma teoria de que alguns tipos de fungos coprófilos excretam substâncias que inibem o aparecimento de fungos competidores e de bactérias. Exemplos de fungos que podem ter esse mecanismo são os basidiomicetos, que ocorrem por último sem a interferência de zigomicetos e ascomicetos.